# Золотая лихорадка (фильм)
«Золотая лихорадка» (англ. The Gold Rush) — приключенческая трагикомедия режиссёра Чарльза Чаплина, вышедшая на экраны 26 июня 1925 года, один из его самых известных фильмов. Картину часто называют одной из двух величайших немых комедий в истории, наряду с «Генералом» Бастера Китона.

## Сюжет
В 1898 году Маленький Бродяга отправляется на золотые прииски Аляски. В снежную бурю он и Большой Джим Маккей, недавно нашедший богатую жилу, случайно попадают в хижину Чёрного Ларсена — преступника, разыскиваемого полицией. Все трое понимают, что для выживания им нужно достигнуть временного перемирия. Испытывая муки голода, они решают, что один из них должен идти на поиски еды, и по очереди тянут игральные карты из колоды, — вытянувший наименьшую отправится в путь. Джим первым вынимает «короля», Бродяга вынимает «тройку» и уже собирается идти, но тянувший жребий последним Ларсен вынимает «двойку» и уходит. В пути он убивает двух мужчин, которые пытались его схватить, и завладевает их нартами с продовольствием. Но в хижину он не возвращается, зато натыкается на заначку с золотом Джима и остаётся около неё. Оставшиеся в хижине Бродяга и Джим вынуждены пообедать ботинком Бродяги. Из-за голода на Джима периодически находят припадки сумасшествия, и он пытается съесть Бродягу, принимая его за курицу. От голодной смерти их спасает случай: им удаётся застрелить забредшего в их хижину медведя. После окончания бури пути золотоискателей расходятся: Маленький Бродяга попадает в небольшой городок, а Большой Джим собирается забрать своё золото, но у своей заначки он получает удар лопатой по голове от Чёрного Ларсена, и ему отшибает память. Ларсену богатство также не достаётся, его карает сама судьба — за свои многочисленные злодеяния он погибает в лавине.
В городке Маленький Бродяга влюбляется в Джорджию, танцовщицу из местного салуна. Джорджия, чтобы вызвать ревность одного из своих наглых ухажёров, неожиданно выбирает Бродягу как партнёра по танцам, а затем соглашается отпраздновать вместе с ним Новый год. В полном восторге Бродяга обставляет свою лачугу для праздничного ужина. Однако легкомысленная танцовщица забывает о приглашении. Бродяга безнадёжно ждёт девушку до полуночи и затем, расстроенный, отправляется на улицу. Джорджия запоздало вспоминает о приглашении, бросается к нему и даже видит стол, сервированный к торжеству. Однако Бродягу она не находит. В городке появляется Большой Джим, к которому частично возвращается память. Он насильно забирает Маленького Бродягу на поиски места, где было спрятано золото. Вместе они находят лачугу Чёрного Ларсена и прииск Джима. В последний момент оба чудом спасаются из хижины, упавшей с края скалы после снежной бури.
Разбогатевшие и ставшие знаменитыми, Маленький Бродяга и Большой Джим покидают Аляску на корабле. На этом же корабле находится и Джорджия, разочаровавшаяся в своих мечтах. Маленький Бродяга снова оделся в свои лохмотья, чтобы фотограф запечатлел его старый облик. Таким его находит Джорджия, думая, что он всё ещё нищий. Недоразумение быстро разрешается, и влюблённые, наконец, воссоединяются.

## В ролях
- Чарльз Чаплин — одинокий золотоискатель (Маленький Бродяга)
- Джорджия Хейл — Джорджия, танцовщица в салуне
- Мак Суэйн — Большой Джим Маккей, разбогатевший золотоискатель
- Том Мюррей — Чёрный Ларсен, преступник-золотоискатель
- Генри Бергман — Хэнк Кёртис, горный инженер
- Малкольм Уэйт — Джек, ухажёр Джорджии
- Тайни Сэндфорд — бармен
- Джон Рэнд — золотоискатель
- Альберт Остин — золотоискатель
- Аллан Гарсия — золотоискатель
- Хейни Конклин — золотоискатель
- Лита Грей — золотоискательница

## Создание
Единственная немая комедия Чаплина, снятая по заранее готовому сценарию.
В главной женской роли должна была сниматься вторая жена Чаплина Лита Грей, но из-за её беременности он был вынужден искать другую исполнительницу.
Ассистентом режиссёра (без указания в титрах) выступил актёр А. Эдвард Сазерленд, ставший в будущем довольно известным кинорежиссёром.
Съёмки вступительной сцены проходили в горах Сьерра-Невады. Для съёмок специально были наняты 2500 бродяг, которые сыграли золотоискателей, идущих вереницей через горный перевал. Несмотря на суровую погоду, Чаплин требовал идеального исполнения всех сцен, иногда количество дублей доходило до 25. Однако в результате остальные натурные сцены не вошли в фильм и были пересняты в павильоне.
Были испробованы несколько способов имитации снега, в том числе съёмки на настоящем снегу. Почти весь материал был два и более раз переснят «с разным снегом».
Использовались комбинированные съёмки и специальные эффекты:
- - Наложение фона в сцене путешествия Маленького Бродяги в горах.
  - Наложение предварительных снятых сцен для превращения Маленького Бродяги в курицу и гибели Чёрного Ларсена.
  - Миниатюра для сцен дома золотоискателя издали.

Чаплин 27 раз перемонтировал картину, прежде чем пришёл к окончательной версии. С приходом звукового кино, в 1942 году Чаплин сделал новую версию фильма, в которую включил собственную музыку и авторский текст, который читал сам. Некоторые сцены были сокращены, включая финальную. Считая эту версию окончательной, Чаплин не позаботился о сохранении оригинала 1925 года, который был восстановлен из разных источников. Этому способствовало то, что авторские права на оригинал не были продлены. В 1956 году картина была ещё раз им отредактирована: Чаплин внёс небольшие изменения в читаемый им текст от автора.
Во второй части британского телефильма «Неизвестный Чаплин» (1983) были представлены сохранившиеся рабочие дубли и кадры со съёмочных площадок фильма «Золотая лихорадка», показывающие процесс съёмки фильма и поиск Чаплином режиссёрских решений.
В музыке для версии 1942 года были использованы следующие произведения:
- - В сценах бури и дома над пропастью — «Полёт шмеля» Николая Андреевича Римского-Корсакова.
  - Танец с Джорджией — вальс Петра Ильича Чайковского.
  - Канун Нового Года — романс Иоганнеса Брамса.

В берлинском «Капиоле» знаменитый «Танец булочек» привёл зрителей в такой восторг, что фрагмент тут же был прокручен ещё раз. Но подобный номер впервые появился в 1917 году в фильме «The Rough House» в исполнении Роско Арбакла. В 1974 году во второй серии телефильма «Люди и манекены» герой Аркадия Райкина воспроизвёл подобный танец игрушечными калошами. 

## Признание
- 1943 — две номинации на премию «Оскар»: лучшая музыка (Макс Терр), лучшая запись звука (Джеймс Филдс)
- 1953 — фильм признан общественным достоянием в США
- 1992 — фильм помещён в Национальный реестр фильмов
- 1998 — № 74 в «100 лучших американских фильмов за 100 лет по версии AFI»
- 2000 — № 25 в «100 самых смешных американских фильмов за 100 лет по версии AFI»
- 2007 — № 58 в «100 лучших американских фильмов за 100 лет по версии AFI»

Жан Кокто писал, что видел только три великих фильма, к которым кроме фильма Чаплина относил также такие картины как «Шерлок-младший» Бастера Китона и «Броненосец Потёмкин» С. М. Эйзенштейна. По его мнению «Золотая лихорадка» — «шедевр, равный в целом и частностях „Идиоту“, „Принцессе Клевской“ и греческому театру».
Альберт Эйнштейн любил фильмы Чарли Чаплина и однажды написал в письме к Чаплину: «Ваш фильм „Золотая лихорадка“ понятен всем в мире, и Вы непременно станете великим человеком. Эйнштейн» На это Чаплин ответил так: «Я Вами восхищаюсь ещё больше. Вашу теорию относительности никто в мире не понимает, а Вы всё-таки стали великим человеком. Чаплин».